# Weronika Deresz
Weronika Deresz, född 5 september 1985, är en polsk roddare. 
Deresz tävlade för Polen vid olympiska sommarspelen 2016 i Rio de Janeiro, där hon tillsammans med Martyna Mikołajczak slutade på 7:e plats i lättvikts-dubbelsculler.